# Jo Jastram

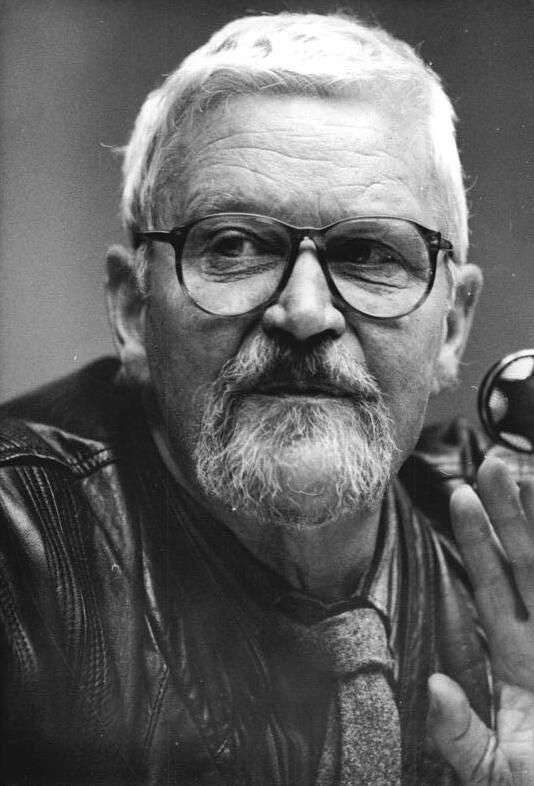
Jo Jastram, 1990

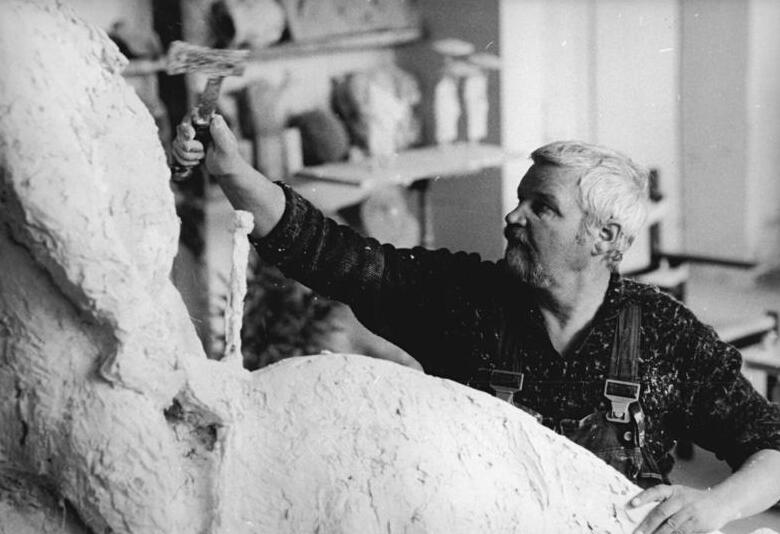
Jo Jastram bei der Arbeit, 1985

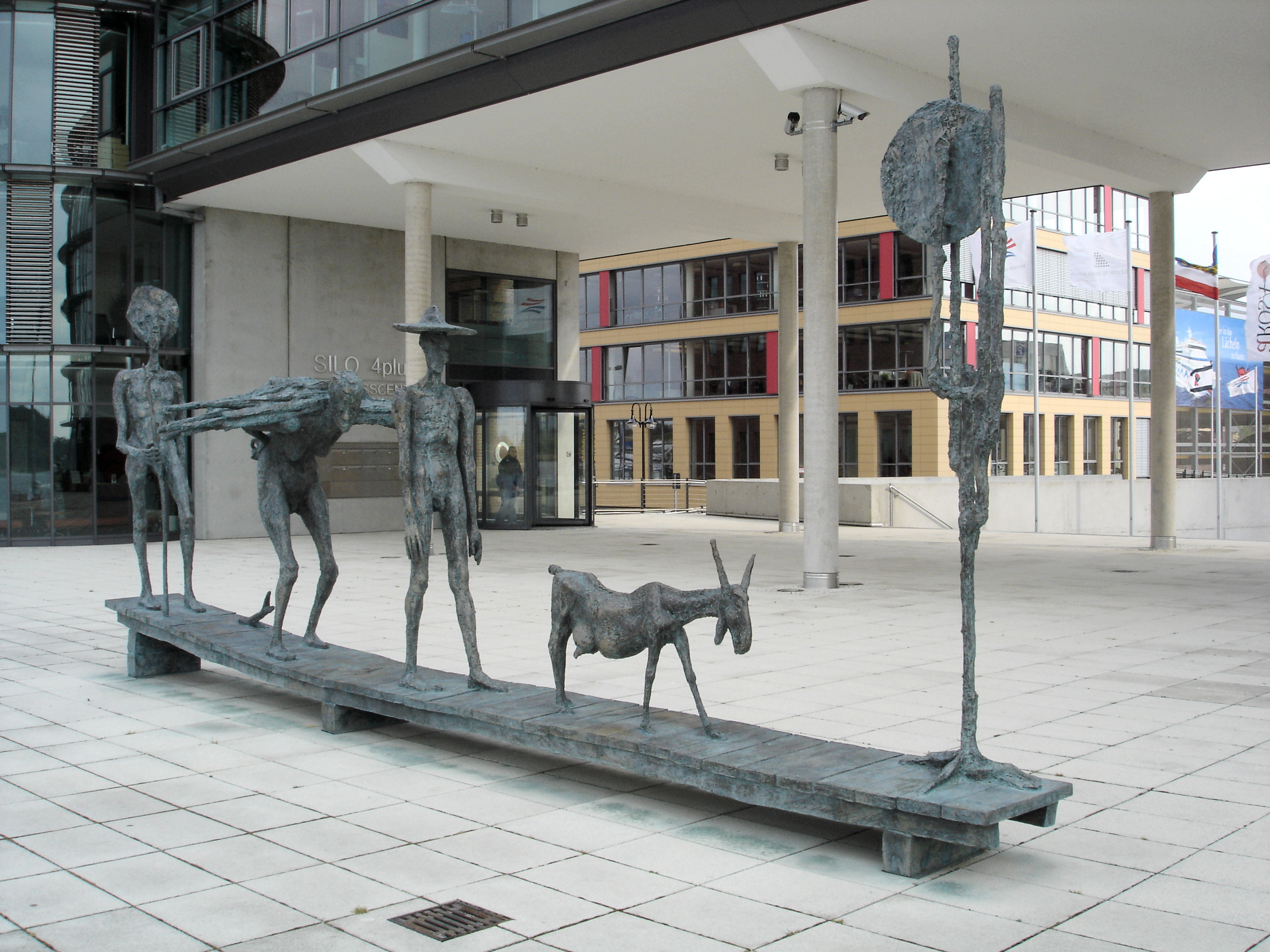
Skulptur „Große afrikanische Reise“ am Rostocker Stadthafen

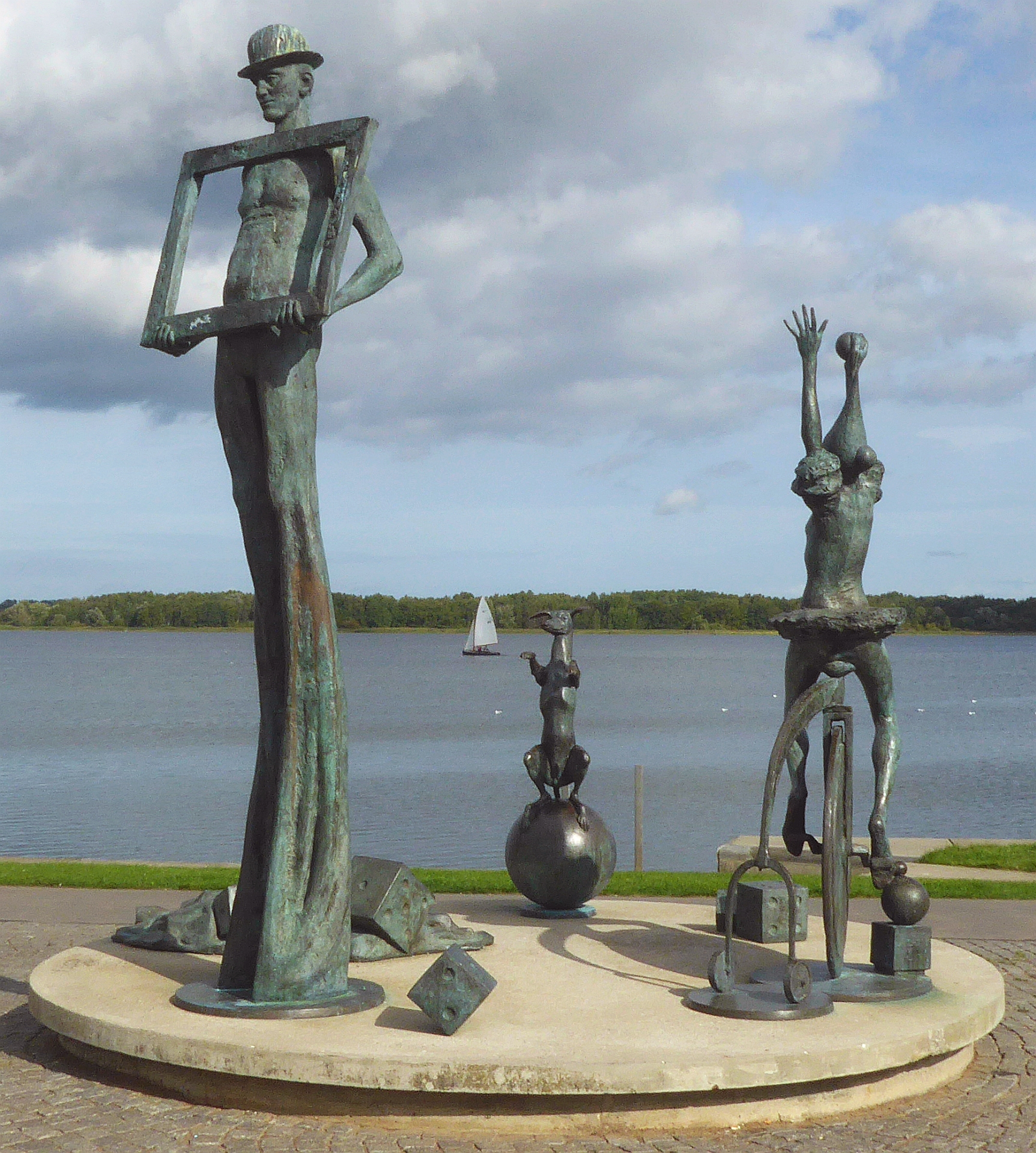
Skulptur „Der Zirkus kommt“ am Saaler Bodden in Ribnitz

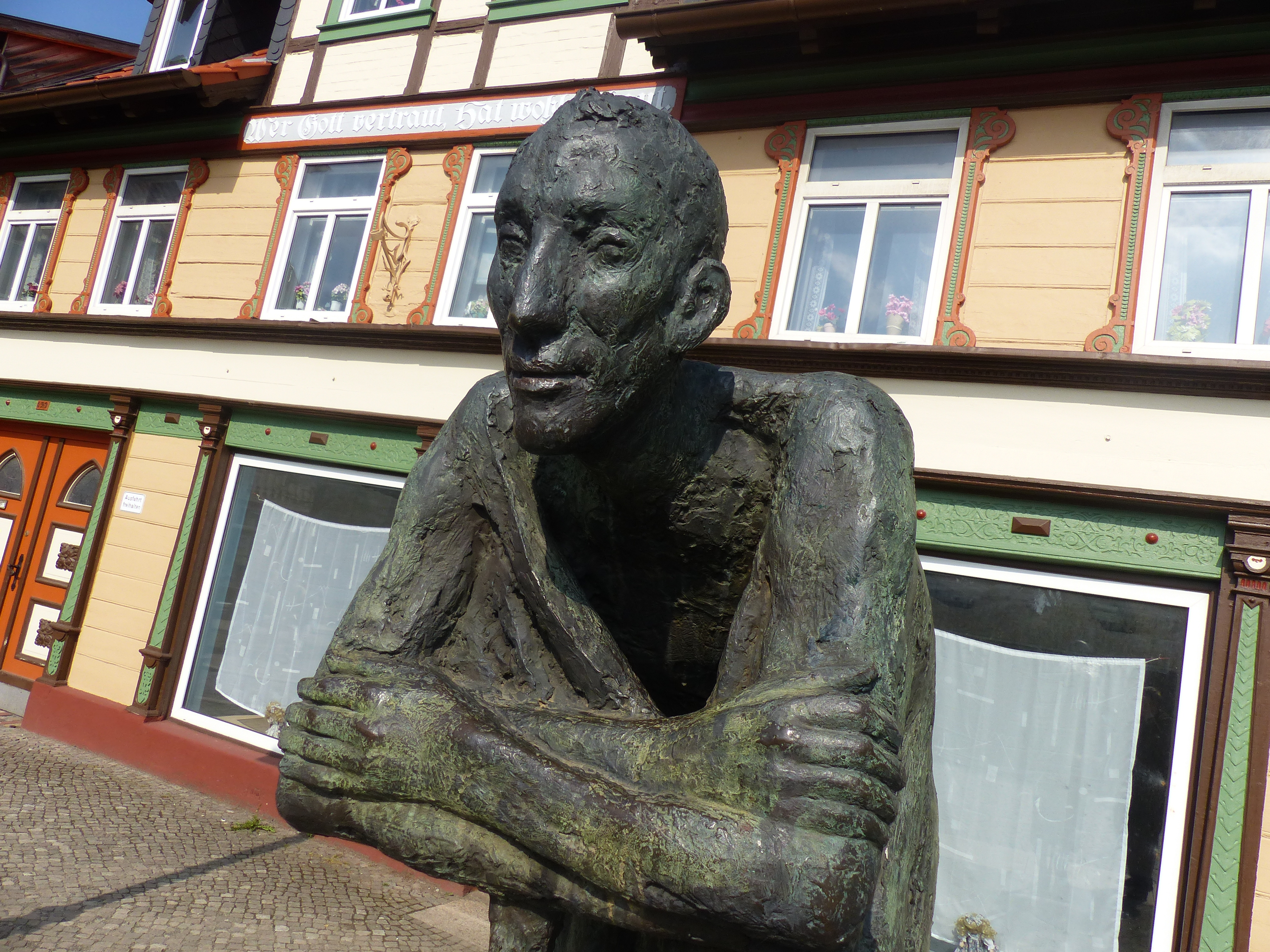
Skulptur „Die Rast“ vor dem Museum Kleinstes Haus in Wernigerode

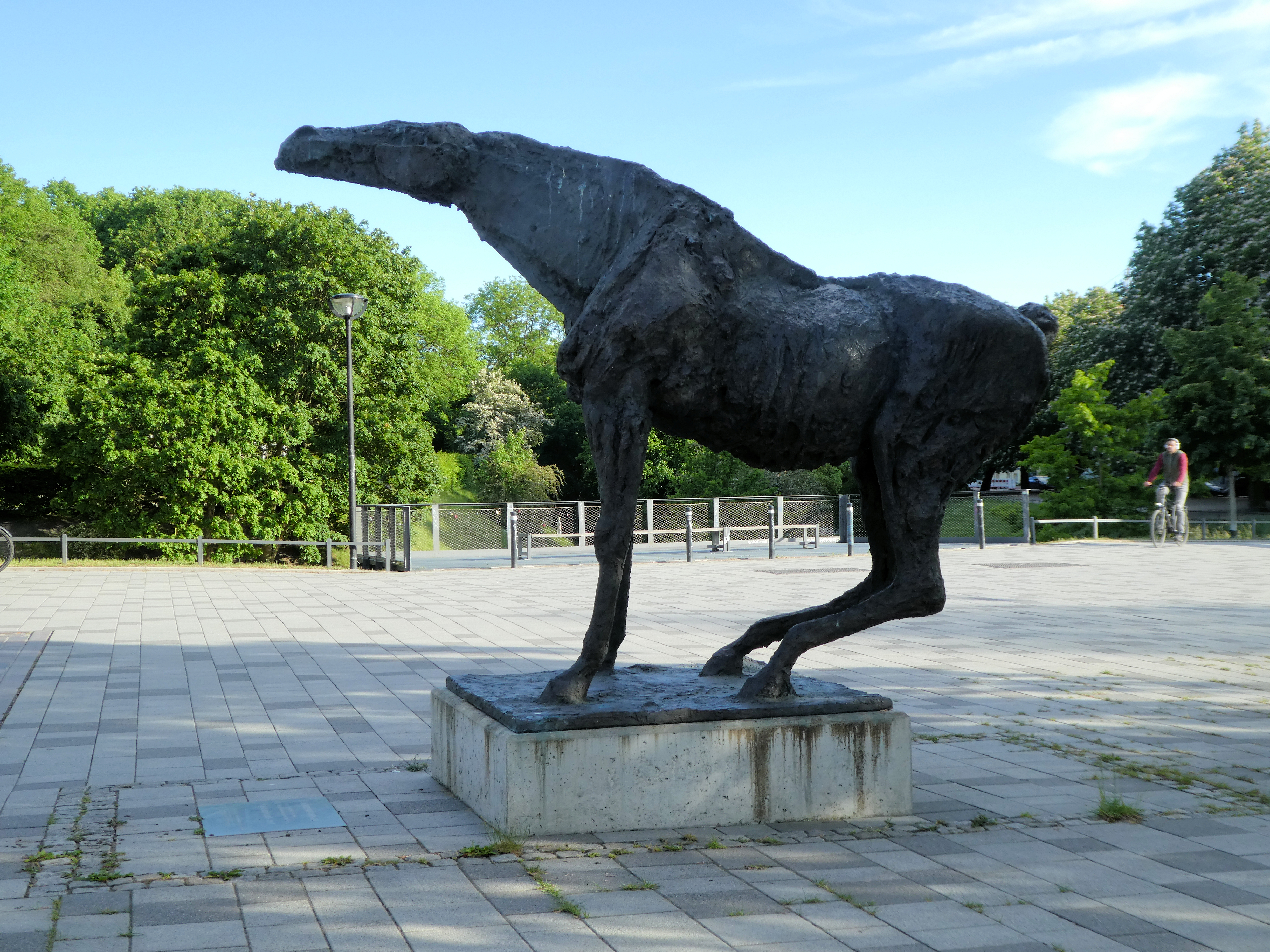
Skulptur „Schreiender Hengst“ vor dem Kröpeliner Tor in Rostock

Joachim „Jo“ Jastram (* 4. September 1928 in Rostock; † 7. Januar 2011 in Ribnitz-Damgarten) war ein deutscher Bildhauer und ein Kulturfunktionär in der DDR.

## Leben
Joachim Jastram wurde als Sohn einer Lehrerfamilie in Rostock geboren. Er besuchte gemeinsam mit Walter Kempowski die St.-Georg-Schule in Rostock. Früh begann er zu zeichnen und wurde darin durch seinen Lehrer Thuro Balzer gefördert. In den letzten Tagen des Zweiten Weltkrieges wurde er zum Volkssturm eingezogen und geriet in US-amerikanische Kriegsgefangenschaft. Nach dem Krieg arbeitete er als Waldarbeiter und begann danach eine Lehre zum Brunnenbauer, später zum Holzbildhauer. 1949 trat er der National-Demokratische Partei Deutschlands (NDPD) bei. Es folgte der Besuch der Fachschule für Holzkunst in Empfertshausen/Rhön.
Jastram studierte an der Hochschule für Bildende Künste Dresden bei Walter Arnold und danach an der Hochschule für bildende und angewandte Kunst in Berlin-Weißensee bei Heinrich Drake. Er beendete 1956 das Studium in Berlin mit dem Diplom als Bildhauer. Nach dem Studium lebte Jo Jastram als freischaffender Bildhauer in Rostock, ab 1973 war Kneese (jetzt Ortsteil von Marlow) sein Schaffens- und Lebensmittelpunkt.
1964 erhielt Jastram einen Lehrauftrag an der Universität Greifswald, von 1980 bis 1986 hatte er einen Lehrauftrag und die Professur für Plastik an der Kunsthochschule Berlin-Weißensee inne. Studenten in dieser Zeit waren unter anderen die Bildhauer Gerti Bauer, Daniel Hillert, sein Sohn Michael Jastram, Reiner Kessel, Peter Lewandowski, Michael Mohns, Jens-Uwe Raddatz, seine Tochter Susanne Rast, Hans Schlegel, Anne Sewcz und als Meisterschüler der Maler Martin Colden und der Zeichner Michael Reich.
Von 1956 bis 1990 gehörte Jastram dem Verband Bildender Künstler der DDR (VBK) an, wurde 1974 dessen Vorsitzender im Bezirk Rostock, war 1975 bei der letzten Ostseewoche Präsident des Internationalen Komitees der Biennale der Ostseeländer und 1990 der letzte Vorsitzende des Arbeitskreises Ernst Barlach im Kulturbund der DDR. Von 1983 bis 1993 gehörte Jastram der „Akademie der Künste der DDR“ (1990 bis 1993 „Akademie der Künste zu Berlin“) an. Ab 1990 war er Mitglied des Künstlerbundes Mecklenburg-Vorpommern e. V. im Bundesverband Bildender Künstler. Aus der 1993 vereinigten „Akademie der Künste“ trat er 1995 aus.
Jo Jastram hinterließ ein umfangreiches Lebenswerk mit einer Fülle von Porträts, figürlichen Darstellungen von Mensch und Tier und Arbeiten für den öffentlichen Raum wie Brunnen, Kirchentüren, Reliefs und Denkmäler. Für das Hotel Neptun in Warnemünde schuf er 1971 einen Wandfries und für den Palast der Republik in Berlin 1974/1975 den Wandfries Entwicklungsgeschichte der Menschheit (Bronze, 3,5 × 15 m).
1977 waren auf der documenta 6 in Kassel „Ringer“ zu sehen. Als Geschenk der DDR an den äthiopischen Diktator Mengistu Haile Mariam schuf Jastram ein Denkmal für Karl Marx in Addis Abeba, das 1984 anlässlich des Staatsbesuchs von Erich Honecker dort aufgestellt wurde. 1991 schuf er für das Leipziger Gewandhaus die Statue Felix Mendelssohn Bartholdys.
Zu seinen bekanntesten Werken zählen der „Brunnen der Lebensfreude“ auf dem Universitätsplatz in Rostock (1978, gemeinsam mit Reinhard Dietrich) und die „Große afrikanische Reise“ (seit 1983), aufgestellt 2008 am Rostocker Stadthafen. Seine letzte große Arbeit im öffentlichen Raum war die 2009 an der Ribnitzer Uferpromenade aufgestellte Figurengruppe „Der Zirkus kommt“ (in Zusammenarbeit mit Susanne Rast). Ein weiteres Stahlrelief steht seit dem 9. November 2017 am Schweriner Ziegelinnensee vor dem Speicherhotel neben dem Bootsanleger. In der Berlinischen Galerie befindet sich seine Bronze-Skulptur „Kauernder Usbeke“ (1982; 46 cm hoch).
Drei Jahre nach Jastrams Tod, im September 2014, wurde an zentraler Stelle in Rostock vor dem Kröpeliner Tor die Bronzeskulptur „Schreiender Hengst“ aufgestellt.
Jastram stellte seine Werke in zahlreichen nationalen und internationalen Ausstellungen aus. In der DDR war er auf den meisten wichtigen Kunstausstellungen vertreten, u. a. von 1958 bis 1988, außer 1962/1963, auf allen Kunstausstellungen der DDR in Dresden.
Jastram war verheiratet mit der Grafikerin Inge Jastram. Er hatte eine Tochter, die Bildhauerin Susanne Rast und drei Söhne, den Designer Matthias Jastram und die beiden Bildhauer Michael und Jan Jastram. Der Bildhauer Thomas Jastram war sein Neffe.

## Ehrungen (Auswahl)
- 1957, 1965 und 1979 Kulturpreis der Stadt Rostock
- 1966 und 1979 Kunstpreis des Rates des Bezirks Rostock
- 1967 und 1978 Johannes-R.-Becher-Medaille
- 1972 Kunstpreis der DDR
- 1974, 1977 und 1982 Kunstpreis des FDGB
- 1976 Banner der Arbeit
- 1984 Nationalpreis der DDR II. Klasse
- 1988 Vaterländischer Verdienstorden in Gold[11]
- 1999 Kulturpreis der Stadt Wernigerode.